# Рок-Айленд (округ, Іллінойс)
Шаблон:StateAbbr_ 41°28′ пн. ш. 90°34′ зх. д. / 41.47° пн. ш. 90.57° зх. д.
Округ  Рок-Айленд (англ. Rock Island County) — округ (графство) у штаті  Іллінойс, США. Ідентифікатор округу 17161.

## Історія
Округ утворений 1831 року.

## Демографія
За даними перепису 
2000 року 
загальне населення округу становило 149374 осіб, зокрема міського населення було 132619, а сільського — 16755.
Серед мешканців округу чоловіків було 72545, а жінок — 76829. В окрузі було 60712 домогосподарства, 39162 родин, які мешкали в 64489 будинках.
Середній розмір родини становив 2,97.
Віковий розподіл населення поданий у таблиці:
| Стать    | До 15 років | 15-21 | 22-29 | 30-39 | 40-49 | 50-65 | 65-85 | Понад 85 |
| -------- | ----------- | ----- | ----- | ----- | ----- | ----- | ----- | -------- |
| Чоловіки | 14891       | 7758  | 7446  | 10102 | 11357 | 11950 | 8196  | 845      |
| Жінки    | 14353       | 7879  | 7256  | 9861  | 11445 | 12512 | 11357 | 2166     |

## Суміжні округи
- Клінтон, Айова — північ
- Вайтсайд — північний схід
- Генрі — південний схід
- Мерсер — південь
- Луїза, Айова — південний захід
- Маскетін, Айова — захід
- Скотт, Айова — північний захід

## Виноски
1. ↑  U.S. Decennial Census. United States Census Bureau. Архів оригіналу за 26 квітня 2015. Процитовано 8 липня 2014.
2. ↑  Historical Census Browser. University of Virginia Library. Архів оригіналу за 11 серпня 2012. Процитовано 8 липня 2014.
3. ↑  Population of Counties by Decennial Census: 1900 to 1990. United States Census Bureau. Архів оригіналу за 24 квітня 2014. Процитовано 8 липня 2014.
4. ↑  Census 2000 PHC-T-4. Ranking Tables for Counties: 1990 and 2000 (PDF). United States Census Bureau. Архів (PDF) оригіналу за 18 грудня 2014. Процитовано 8 липня 2014.
5. ↑  State & County QuickFacts. United States Census Bureau. Архів оригіналу за 7 червня 2011. Процитовано 8 липня 2014.(англ.) Наведено за англійською вікіпедією.
6. ↑  American FactFinder. Бюро перепису населення США. Архів оригіналу за 26 лютого 2012. Процитовано 31 січня 2008.

| США | Це незавершена стаття з географії США. Ви можете допомогти проєкту, виправивши або дописавши її. |